# カランディーンツィ
カランディーンツィ（ウクライナ語：Каранди́нці；意訳：「従臣村」）は、ウクライナのキエフ州オブーヒウ地区にある村。村名はテュルク語の「従う」に語源を持ち、村はキエフ大公に仕えた黒帽子族という定住遊牧民の集落として発展した。面積は約0.8km²（2005年）。人口は175人（2005年）。